# Andy Goram
Andy Goram (13. dubna 1964 Bury – 2. července 2022) byl skotský fotbalový brankář. V sezóně 1992/93 získal ocenění jako nejlepší hráč skotské ligy jak v hodnocení novinářů, tak hráčské fotbalové asociace. V roce 2010 byl jmenován do skotské fotbalové síně slávy.

## Fotbalová kariéra
Na klubové úrovní začínal v anglické druhé lize v týmu Oldham Athletic AFC. Dále chytal skotskou nejvyšší soutěž za Hibernian FC a Rangers FC, se kterými vyhrál šestkrát za sebou ligu a třikrár pohár. Dále hrál krátce v Anglii za Notts County FC a Sheffield United FC. Dalším jeho týmem byl Motherwell FC. V sezóně 2000/01 odchytal 2 zápasy v anglické lize za Manchester United FC, se kterým získal mistrovský titul. Kariéru končil v nižších anglických soutěžích v týmech Coventry City FC a Oldham Athletic AFC a ve skotských nižších soutěžích v týmech Queen of the South FC a Elgin City FC. V Poháru mistrů evropských zemí nastoupil v 22 utkáních a v 8 utkáních v kvalifikaci a v Poháru UEFA nastoupil v 5 utkáních. Za skotskou reprezentaci nastoupil v letech 1985-1998 ve 43 utkáních. Byl členem skotské reprezentace na Mistrovství světa ve fotbale 1986 a na Mistrovství světa ve fotbale 1990, kde zůstal mezi náhradníky, na Mistrovství Evropy ve fotbale 1992, kde nastoupil ve 3 utkáních a na Mistrovství Evropy ve fotbale 1996, kde nastoupil ve 3 utkáních.

## Ligová bilance
| Ročník                       | Zápasy | Góly | Klub                  |
| ---------------------------- | ------ | ---- | --------------------- |
| 2. anglická liga 1981/82     | 3      | 0    | Oldham Athletic AFC   |
| 2. anglická liga 1982/83     | 38     | 0    | Oldham Athletic AFC   |
| 2. anglická liga 1983/84     | 22     | 0    | Oldham Athletic AFC   |
| 2. anglická liga 1984/85     | 41     | 0    | Oldham Athletic AFC   |
| 2. anglická liga 1985/86     | 41     | 0    | Oldham Athletic AFC   |
| 2. anglická liga 1986/87     | 41     | 0    | Oldham Athletic AFC   |
| 2. anglická liga 1987/88     | 9      | 0    | Oldham Athletic AFC   |
| 1. skotská liga 1987/88      | 33     | 1    | Hibernian FC          |
| 1. skotská liga 1988/89      | 36     | 0    | Hibernian FC          |
| 1. skotská liga 1989/90      | 34     | 0    | Hibernian FC          |
| 1. skotská liga 1990/91      | 35     | 0    | Hibernian FC          |
| 1. skotská liga 1991/92      | 44     | 0    | Rangers FC            |
| 1. skotská liga 1992/93      | 34     | 0    | Rangers FC            |
| 1. skotská liga 1993/94      | 8      | 0    | Rangers FC            |
| 1. skotská liga 1994/95      | 19     | 0    | Rangers FC            |
| 1. skotská liga 1995/96      | 30     | 0    | Rangers FC            |
| 1. skotská liga 1996/97      | 25     | 0    | Rangers FC            |
| 1. skotská liga 1997/98      | 24     | 0    | Rangers FC            |
| 3. anglická liga 1998/99     | 1      | 0    | Notts County FC       |
| 2. anglická liga 1998/99     | 7      | 0    | Sheffield United FC   |
| Scottish Premiership 1998/99 | 13     | 0    | Motherwell FC         |
| Scottish Premiership 1999/00 | 22     | 0    | Motherwell FC         |
| Scottish Premiership 2000/01 | 22     | 0    | Motherwell FC         |
| Premier League 2000/01       | 2      | 0    | Manchester United FC  |
| 2. anglická liga 2001/02     | 7      | 0    | Coventry City FC      |
| 3. anglická liga 2001/02     | 4      | 0    | Oldham Athletic AFC   |
| 2. skotská liga 2002/03      | 19     | 0    | Queen of the South FC |
| 4. skotská liga 2003/04      | 3      | 0    | Elgin City FC         |
| CELKEM Premier League        | 2      | 0    |                       |
| CELKEM 1. skotská liga       | 379    | 1    |                       |